# Liste von Sonnengottheiten

Die Sonnenscheibe Aton im alten Ägypten

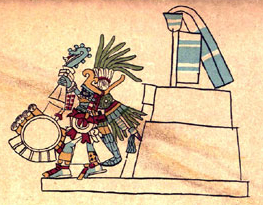
Huitzilopochtli, der Kriegs- und Sonnengott der Azteken

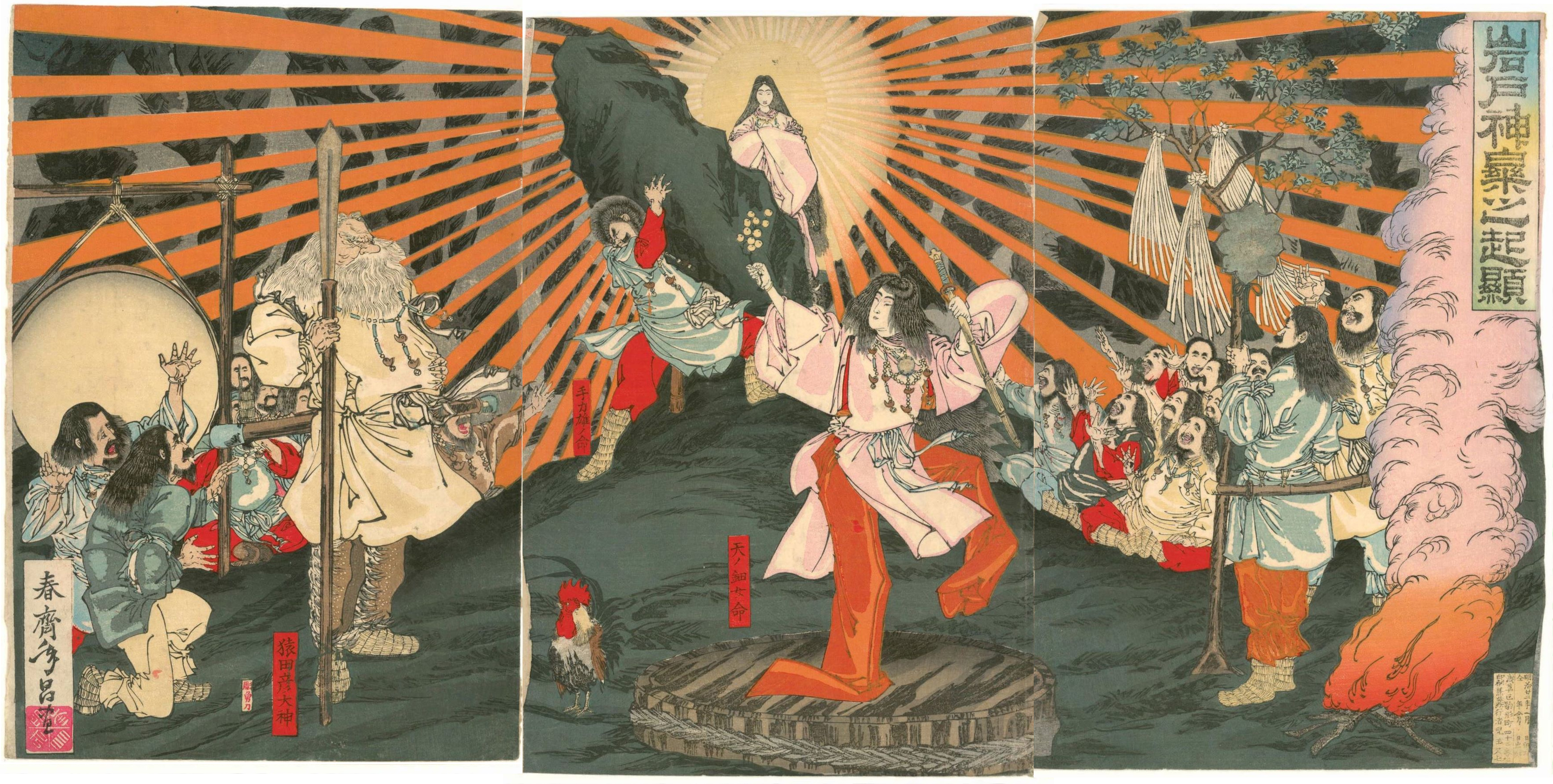
Die Begründerin des japanischen Kaiserhauses Amaterasu beim Verlassen ihrer Höhle

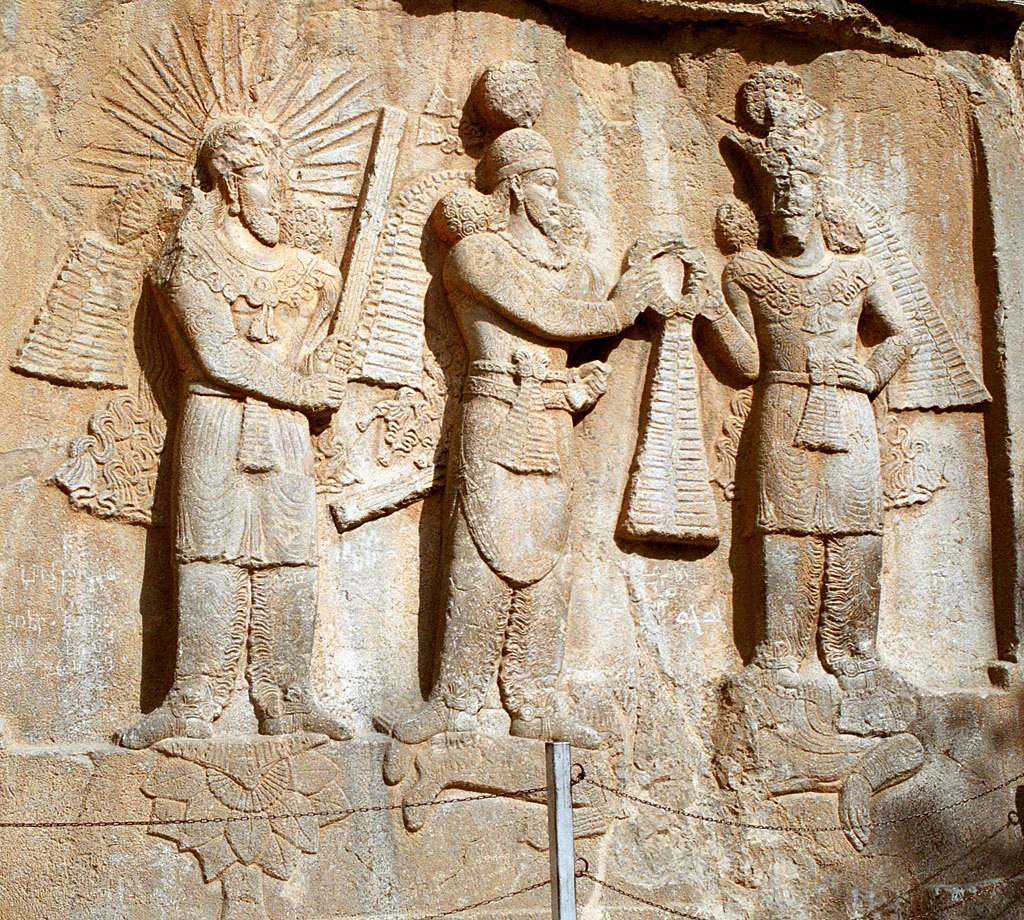
Relief zu Taq-e Bostan: Investitur Ardaschirs II. mit der Darstellung der persischen Gottheit Mithra hinter und Ahura Mazdas vor dem sassanidischen Großkönig

Die Liste von Sonnengottheiten umfasst im Rahmen eines Sonnenkultes religiös verehrte Personifikationen der Sonne oder ihrer Aspekte Licht, Energie, Sonnenlauf und Jahreszeit. Sie kann eine von vielen Gottheiten sein und ist häufig zentrale oder höchste Gottheit.

## Liste
- Ägypter im pharaonischen Staat
  - Aton wurde als Sonnenscheibe verehrt
  - Ra/Re war der altägyptische Sonnengott
  - Chepre symbolisiert Sonnenaufgang und Morgensonne
  - Harachte ist als Lichtgott eine Unterform des Horus
  - Atum war eine Schöpfer- und Himmelsgottheit

- Akkader/Babylonier/Assyrer aus der sumerischen Religion
  - Šamaš war Sonnengott, Gott der Gerechtigkeit und des Wahrsagens
  - Ušiši war Sonnengott im Land von Ida

- Azteken in der mesoamerikanischen Zivilisation
  - Curicaberis war Feuer- und auch Kriegsgott
  - Huitzilopochtli war Kriegs- und Sonnengott, Schutzpatron von Tenochtitlán
  - Tonatiuh war Gott der Sonne und mit dem Adler assoziiert
  - Teoyaomicqui

- Germanen in Mitteleuropa und im südlichen Skandinavien
  - Sunna/Sol war in der nordischen Mythologie die personifizierte Sonne

- Griechen mit den antiken Mythen
  - Apollon war Lichtgott
  - Helios war Sonnengott
  - Hyperion war ein Titan und Vater des Helios

- Guanchen als Einwohner der Kanarischen Insel Teneriffa
  - Magec war die Sonnengottheit

- Hethiter als kleinasiatisches Volk, auch in Syrien und Kanaan
  - Sonnengöttin von Arinna (Ištanu) war Hauptgöttin und Frau des Wettergottes Tarḫunna
  - Sonnengöttin der Erde war Göttin der Unterwelt
  - Sonnengott des Himmels war die zweite verehrte Sonnengottheit

- Hurriter als bronzezeitliches Volk des Alten Orients
  - Šimige war Sonnengott des Himmels

- Inder in Schriftzeugnissen nachweisbar
  - Mitra war Hüter der kosmischen Ordnung
  - Surya war Personifizierung von Sonne, Wärme und Licht

- Inka als indigene urbane Kultur in Südamerika
  - Viracocha war eine pan-andine Schöpfergottheit
  - Inti war das Gestirn „Sonne“, nicht der Gott

- Inuit Volksgruppen im arktischen Kanada und in Grönland
  - Malina war Sonnengöttin und Schwester des Mondgottes

- Japaner als Mehrzahl dem Shintō und Buddhismus verbunden
  - Amaterasu personifiziert die Sonne und das Licht

- Kelten als Volksgruppen der Eisenzeit in Europa
  - Lugh war Lichtgott
  - Sulis war Sonnen- und Heil-Gottheit in Britannien

- Luwier als indoeuropäisches Volk in Kleinasien
  - Tiwad war Sonnengott

- Maya als indigene Völker in Mittelamerika
  - Kinich Ahau war Herr der Sonne

- Muskogee (Creek) Volksgruppen im Kulturareal Südosten des indigenen Nordamerikas
  - Schwester Sonne war Sonnengöttin und Schwester des Mondgottes Bruder Mond

- Nubier als Volk im heutigen Sudan und im südlichen Ägypten
  - Mandulis war Sonnengottheit aus Unternubien

- Perser als Ethnien mit iranischen Sprachen
  - Mithra war Personifizierung der Sonne
  - Hvare Xšaēta bzw. Xwaršēd war die strahlende Sonne

- Phönizier als semitisches Volk des Altertums
  - Melkart als Schutzgott von Schifffahrt und Kolonisation

- Römer
  - Apollo war Gott des Lichts und der Heilung
  - Elagabal, lateinisch: Elagabalus oder Heliogabalus, besonders in Emesa (heute Homs) in der römischen Provinz Syria
  - Jarchibol war besonders in Palmyra Schutzgott der Quelle Efca
  - Malakbel war besonders in Palmyra ein Sonnengott
  - Mithras war Personifizierung der Sonne
  - Sol war Sonnengott der antiken Mythologie

- Slawen im östliche Mitteleuropa, Osteuropa und Südosteuropa
  - Svarožić war Himmelsgott und Gottvater

- Sumerer in der Region Mesopotamiens
  - Utu war Gott der Sonne und der Gerechtigkeit